# As Good As New
Az As Good As New című dal a svéd ABBA 1979-ben megjelent kislemeze, mely a Voulez-Vous című album első kimásolt kislemeze. A dalt Agnetha Fältskog énekelte, és a dal Mexikóban az I Have a Dream című dallal került kiadásra. A dal a 9. és egyben utolsó No1 slágere a csapatnak. A dal Argentínában és Bolíviában is megjelent.

## Megjelenések
7"  Mexikó RCA Victor – SP-5292
- A	 As Good As New (Como Nuevo)	3:22
- B  I Have A Dream (Tengo Un Sueño)	4:44